# Řasnice (Smědá)
Die Řasnice (deutsch Rasnitz, auch Rasnitzbach) ist ein rechter Nebenfluss der Smědá (Wittig) in Tschechien.

## Verlauf
Die Řasnice entspringt im Isergebirgsvorland (Frýdlantská pahorkatina) am Nordosthang der Vyhlídka (Humrich, 511 m). Sie fließt zunächst nach Nordosten bis an polnische Grenze südlich von Grabiszyce Górne. Dort ändert der Bach seinen Lauf nach Südosten und fließt wieder durch tschechisches Gebiet. Am westlichen Fuße des Kamenný vrch (443 m) wendet sich die Řasnice schließlich nach Südwesten. Entlang ihres Mittellaufes erstrecken sich die Waldhufendörfer Horní Řasnice, Dolní Řasnice und Krásný Les. Auf ihrem letzten Abschnitt fließt die Řasnice südlich des Frýdlantský vrch durch die Stadt Frýdlant und mündet dort schließlich nach 16,3 Kilometern in die Smědá.
Die Řasnice hat keine nennenswerten Zuflüsse.
Zwischen Frýdlant und Dolní Řasnice führt die Bahnstrecke Frýdlant v Čechách–Jindřichovice pod Smrkem durch das Tal des Baches.